# Open de Colombie de squash
L'Open de Colombie est une compétition de squash se déroulant à Bogota en Colombie. La première édition du tournoi se déroule en 1995.

## Palmarès
| Année | Champion               | Finaliste              | Score en finale                       |
| ----- | ---------------------- | ---------------------- | ------------------------------------- |
| 2015  | Alfredo Ávila          | Saurav Ghosal          | 11-9, 8-11, 11-4, 11-8                |
| 2014  | Miguel Ángel Rodríguez | Omar Mosaad            | 9-11, 11-7, 11-7, 11-1                |
| 2013  | Peter Barker           | Omar Mosaad            | 11-4, 11-4, 8-11, 11-3                |
| 2012  | Tarek Momen            | Miguel Ángel Rodríguez | 3-11, 11-4, 11-3, 12-10               |
| 2011  | Mohamed El Shorbagy    | Laurens Jan Anjema     | 7-11, 11-7, 11-8, 2-11, 17-15         |
| 2010  | Miguel Ángel Rodríguez | Olli Tuominen          | 9-11, 11-9, 11-5, 11-5                |
| 2009  | David Palmer           | Borja Golán            | 12-10, 11-13, 12-10, 5-11, 12-12 ret. |
| 2008  | Miguel Ángel Rodríguez | Jorge Baltazar         | 3-11, 11-4, 11-3, 12-10               |
| 2007  | Peter Barker           | Borja Golán            | 13-11,11-8,11-6                       |
| 2006  | Peter Barker           | Miguel Ángel Rodríguez | 11-6, 13-11, 11-7                     |
| 2005  | Peter Barker           | Raj Nanda              | 11-6, 11-1, 11-4                      |
| 2004  | Pas de compétition     | Pas de compétition     | Pas de compétition                    |
| 2003  | Pas de compétition     | Pas de compétition     | Pas de compétition                    |
| 2002  | Renan Lavigne          | John Williams          | 17-16, 15-12, 14-17, 15-10            |
| 2001  | Renan Lavigne          | Wael El Hindi          | 15-13, 15-0, 15-6                     |
| 2000  | Stephen Meads          | Tim Garner             | 15-5, 15-12, 15-12                    |
| 1999  | Olli Tuominen          | Peter Genever          | 15-14, 17-15, 15-10                   |
| 1998  | Stewart Boswell        | Thierry Lincou         | 13-15, 15-10, 15-5, 4-15, 15-12       |
| 1997  | Tony Hands             | Thierry Lincou         |                                       |
| 1996  | Tim Garner             | Stuart Cowie           |                                       |
| 1995  | Stefan Casteleyn       | Federico Usandizaga    | 15-12, 15-6, 15-10                    |